# Rudzienko k/Kołbieli (gromada)
Rudzienko k/Kołbieli (lub Rudzienko k. Kołbieli, inaczej Rudzienko koło Kołbieli) – dawna gromada, czyli najmniejsza jednostka podziału terytorialnego Polskiej Rzeczypospolitej Ludowej w latach 1954–1972.
Gromady, z gromadzkimi radami narodowymi (GRN) jako organami władzy najniższego stopnia na wsi, funkcjonowały od reformy reorganizującej administrację wiejską przeprowadzonej jesienią 1954 do momentu ich zniesienia z dniem 1 stycznia 1973, tym samym wypierając organizację gminną w latach 1954–1972.
Gromadę Rudzienko k/Kołbieli z siedzibą GRN w Rudzienku k/Dobrego utworzono – jako jedną z 8759 gromad na obszarze Polski – w powiecie mińskim w woj. warszawskim, na mocy uchwały nr VI/10/7/54 WRN w Warszawie z dnia 5 października 1954. W skład jednostki weszły obszary dotychczasowych gromad Dobrzyniec i Rudzienko ze zniesionej gminy Glinianka oraz obszary dotychczasowych gromad Teresin i Oleksin ze zniesionej gminy Kołbiel w tymże powiecie. Dla gromady ustalono 13 członków gromadzkiej rady narodowej.
1 stycznia 1957 z gromady Rudzienko k/Kołbieli wyłączono wieś Oleksin włączając ją do gromady Rudno w tymże powiecie.
1 stycznia 1959 do gromady Rudzienko k/Kołbieli przyłączono obszar zniesionej gromady Rudno (bez wsi Borków, Podgórzno i Władzin) w tymże powiecie.
31 grudnia 1959 do gromady Rudzienko k/Kołbieli przyłączono wieś Grębiszew ze znoszonej gromady Grzebowilk w tymże powiecie.
31 grudnia 1961 do gromady Rudzienko k/Kołbieli włączono wieś Grzebowilk ze zniesionej gromady Pogorzel oraz wsie Józefów i Maliszew ze zniesionej gromady Zamienie w tymże powiecie.
Gromada przetrwała do końca 1972 roku, czyli do kolejnej reformy gminnej.
Uwaga: Nie mylić z gromadą Rudzienko k/Dobrego w powiecie mińskim.